# ۲۲۸ (میلادی)
۲۲۸ (میلادی) دویست و بیست و هشتمین سال تقویم میلادی است.

## درگذشتگان
‎